# Musée du Compagnonnage de Tours
Le musée du Compagnonnage de Tours est un musée municipal français situé dans la ville de Tours, au nord de la rue Nationale. Le musée de la belle ouvrage[à définir] est aménagé dans l'ancienne abbaye Saint-Julien.
Il présente des collections de chefs-d'œuvre des compagnons du devoir, ainsi que des attributs compagnonniques, des archives, etc.

## Autres musées du compagnonnage en France
- Arras : Musée des Compagnons d'Arras[1]
- Bordeaux : Musée des Compagnons du Tour de France de Bordeaux[2]
- Limoges : Musée du compagnonnage de Limoges[3]
- Paris : Musée-librairie du compagnonnage de Paris
- Romanèche-Thorins (Saône-et-Loire) : Musée départemental du compagnonnage Pierre-François Guillon[4]
- Toulouse : Musée des compagnons de Toulouse[5]